# Rachel Baes
Rachel Baes (Elsene, 1 augustus 1912 - Brugge, 25 mei 1983) was een Belgisch surrealistisch kunstschilderes.

## Levensloop

### Jeugd en ontmoeting Van Severen
Baes was de dochter van historieschilder Émile Baes (1879-1954). Hij was lid van het Institut de France en organiseerde in Brussel en later in Parijs artistieke salons. Zo kwam Rachel Baes reeds vroeg in aanraking met de schilderkunst. Haar opleiding genoot ze bij haar vader en deze richtte - toen ze dertien jaar was - een atelier voor haar in.
Zij schilderde vooral portretten, landschappen, zeezichten en stillevens en werd beïnvloed door het Vlaamse expressionisme. Op 17-jarige leeftijd exposeerde ze reeds in het Parijse Salon des indépendants. In 1931 trouwde ze met Robert Leurquin, journalist bij Le Vingtième Siècle, maar het huwelijk was ongelukkig en hield slechts korte tijd stand. In 1948 volgde de officiële scheiding.
Haar leven veranderde volledig toen ze eind 1935 Joris van Severen, stichter en voorzitter van het fascistische Verdinaso, leerde kennen. Er ontstond een passionele liefdesrelatie tussen de twee die plots werd afgebroken door de arrestatie van Van Severen in Brugge op 10 mei 1940 en zijn executie 10 dagen later tijdens het bloedbad van Abbeville.

### Rachel Baes in Parijs
Baes trok naar Parijs, liet de traditionele schilderkunst voor wat het was. Ze maakte er kennis met het surrealisme, zowel in de literatuur als in de schilderkunst, waarin ze volledig opging. Ze raakte bevriend met Paul Éluard, die  in 1945 een tentoonstelling over haar werk inleidde. René Magritte schilderde in 1947 een merkwaardig portret van haar met als titel Scheherazade . In die periode stelde ze eveneens tentoon in Buenos Aires (1947) en in New York (1949). Ze ontmoette eveneens André Breton, die in 1953 een tentoonstelling van haar inleidde, Jean Cocteau en Paul Léautaud voor wie ze een bijzondere genegenheid voelde. Ze vertoefde ook regelmatig in het Brusselse surrealistische milieu en had daar ontmoetingen met Marcel Lecomte, E.L.T. Mesens, Louis Scutenaire en zijn vrouw Irène Hamoir.
In 1954 nam Baes deel aan de Biënnale van Venetië en stelde het jaar nadien tentoon in het Paleis voor Schone Kunsten te Brussel. In 1956 volgde een nieuwe tentoonstelling in Parijs, ingeleid door Michel de Ghelderode. Naarmate de jaren verstreken werd haar schilderijen symbolistischer van aard met een grote dosis satire. Het thema dat steeds terugkwam was dat van een klein meisje dat in angst en spanning opgroeit tussen allerlei vreemde symbolen.

### Rachel Baes in Brugge
Baes verliet Parijs in 1961 en vestigde zich in Brugge, op korte afstand van de voormalige woning van haar eeuwige liefde Joris Van Severen. Ze leefde er helemaal alleen te midden van haar herinneringen en schilderijen. In 1965 publiceerde ze Joris Van Severen, une âme waarin ze de persoonlijkheid van haar geliefde beschreef aan de hand van de talloze liefdesbrieven die ze van hem had ontvangen en haar eigen dagboeknotities.
In 1976 hield ze haar laatste grote tentoonstelling in de Brusselse Galerie Isy Brachot, ingeleid door Louis Scutenaire en Tom Gutt. Daarna trok ze zich volledig terug in totale eenzaamheid.  Op 8 juni 1983 werd haar lichaam aantroffen in de hal van haar Brugse woning. Zij stierf een natuurlijke dood en de overlijdensdatum werd officieel vastgesteld op 25 mei 1983, ruim twee weken eerder. Volgens haar wens werd ze begraven in Abbeville waar ze naast het graf van haar geliefde ligt.
De archieven van Rachel Baes worden bewaard bij het Archives et Musée de la littérature te Brussel.
Zij wordt naast Suzanne van Damme en Jane Graverol als één van de drie vrouwelijke kunstenaars van de Belgische surrealistische schilderkunst erkend.

## Overzichtstentoonstellingen
- In 1992 in Galerie Quadri te Brussel onder de titel  Rachel Baes. L'accent grave du rêve.
- In 2002 in het Koninklijk Museum voor Schone Kunsten te Antwerpen onder de titel Gekooid verlangen: Jane Graverol, Rachel Baes en het surrealisme

## Musea
- Koninklijk Museum voor Schone Kunsten Antwerpen, Tuin met bloemen (1943)
- Koninklijke Musea voor Schone Kunsten van België, Het voorouderlijk patroon (1962), Madame Veto (1965) en De prinses met de lange haartooi (tekening)

## Werken
- Trois entretiens avec Paul Léautaud à Fontenay-aux-Roses, Parijs, 1949
- Joris Van Severen, une âme, Zulte, 1965